# Салманово
Салма́ново (болг. Салманово) — село в Шуменській області Болгарії. Входить до складу общини Шумен.

## Населення
За даними перепису населення 2011 року у селі проживали 750 осіб.
Національний склад населення села:
| Національність   | Кількість осіб | Відсоток |
| ---------------- | -------------- | -------- |
| болгари          | 463            | 62,0%    |
| цигани           | 270            | 36,1%    |
| інша             | 8              | 1,1%     |
| Всього відповіли | 747            |          |

Розподіл населення за віком у 2011 році:
Динаміка населення: